# El ángel caído
El ángel caído é uma telenovela mexicana produzida por Francisco Burillo para a Televisa e exibida pelo El Canal de las Estrellas entre 2 de outubro de 1985 e 28 de março de 1986.
Foi protagonizada antagonicamente por Rebecca Jones, junto com Eduardo Palomo e Alejandro Camacho.

## Sinopse
Maria de los Ángeles Bustamante (Rebecca Jones) é conhecida por todos os seus vizinhos como uma mulher boa, honesta e muito educada; no entanto, ela é realmente uma pessoa amarga e capaz de tudo para obter dinheiro suficiente para ficar bem financeiramente.
Para alcançar seus objetivos, Maria de los Ángeles se casa com um homem muito rico que ela assassina na noite de núpcias para depois cobrar a herança. Depois de cumprir seu objetivo, Maria de los Ángeles decide obter mais dinheiro, então ela planeja matar seu próprio tio, que a inclui em seu testamento junto com o outro sobrinho, Toño Arvide (Eduardo Palomo).
Determinada a obter toda a herança, Maria de los Ángeles começa a perseguir seu primo até que este decida escapar da cidade. O jovem começa a trabalhar com as empresas de Roberto Florescano (Alejandro Camacho), onde se apaixona por Avelina Galá (Cristina Peñalver), o noivo de seu chefe.
Toño descobre que Avelina é filha de seu tio tardio, pelo que também tem direito a uma parte da herança. Assim, o jovem retorna à cidade com Roberto e Avelina. Roberto se apaixona por Maria de los Angeles, enquanto os outros dois tentarão desmascará-la.

## Elenco
- Rebecca Jones - María de los Ángeles Bustamante
- Alejandro Camacho - Roberto Florescano
- Eduardo Palomo - Antonio "Toño" Arvide Quijano
- Cristina Peñalver - Avelina Galá
- Lorenzo de Rodas - Manuel Alfonso "El Gallo" Maldonado
- Enrique Rocha - Álvaro
- Fernando Ciangherotti - Ramón Florescano
- Aurora Alonso - Felicitas Nava
- Maritza Olivares - Remedios Nava
- Carlos Andrade - Víctor Manuel Márquez
- Blanca Torres - Doña Victoria Estévez de Quijano
- Nerina Ferrer - Nieves Galá
- Betty Catania - Elvira Márquez
- Jaime Lozano - Padre Rosales
- Claudio Reyes Rubio - Patricio
- Ricardo de León - Demetrio
- Ángeles Marín - Anita
- Paty Thomas - Mercedes
- Marcela Camacho - Lucía
- Carlos Romano - Javier
- Víctor Vera - Lic. Macías
- Estela Barona - Rosalba
- Blanca Córdoba - Bertha
- Luis Couturier - Octavio Barrera / Agustín Arvide
- Ricardo De Loera - Sr. Castillo
- Luisa Huertas - Lic. Medina

## Prêmios e indicações

### TVyNovelas
| Categoria                | Indicado(a)   | Resultado |
| ------------------------ | ------------- | --------- |
| Melhor atriz antagonista | Rebecca Jones | Venceu    |